# Steven Marshall (Politiker)

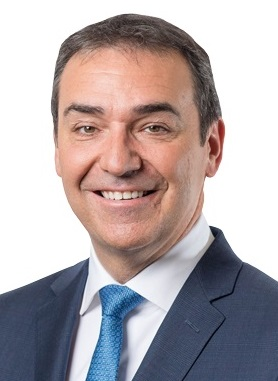
Steven Marshall (2018)

Hon. Steven Spence Marshall (* 21. Januar 1968 in Woodville South, Adelaide, South Australia) ist ein australischer Politiker der Liberal Party of Australia, der unter anderem von 2010 bis 2024 Mitglied des South Australian House of Assembly war sowie zwischen 2018 und 2022 als Premierminister von South Australia fungierte.

## Leben

### Wirtschaftsmanager, Abgeordneter und stellvertretender Parteivorsitzender
Steven Spence Marshall absolvierte nach dem Besuch der Ethelton Primary School und des 1895 gegründeten Immanuel College in Adelaide ein Studium an der University of South Australia sowie ein postgraduales Studium der Fachrichtung Management an der britischen University of Durham, welches er mit einem Master of Business Administration (MBA) beendete. Er war als Manager des Familienbetriebes Marshall Furniture sowie als Hauptgeschäftsführer für den Bereich Textilien der Michell Group of Companies tätig, ein australisches Wollverarbeitungs- und Vermittlungsunternehmen mit Sitz in Hindmarsh. Des Weiteren engagierte er sich als Vorstandsmitglied des Zentrums für spastische Erkrankungen SCOSA (Spastic Centres of South Australia Inc.) sowie des Bereichs Kompost für Böden (Compost for Soils) des Australischen Verbandes für organisches Recycling AORA (Australian Organics Recycling Association Limited). Für herausragende Verdienste bei der Förderung der Beschäftigung behinderter Arbeitnehmer wurde ihm am 1. Januar 2001 anlässlich des 100-jährigen Bestehens des Australischen Bundes die Centenary Medal verliehen.
Marshall wurde am 20. März 2010 für die Liberal Party of Australia im Wahlkreis Norwood als Nachfolger von Vini Ciccarello von der Australian Labor Party (ALP) erstmals zum Mitglied des South Australian House of Assembly, des Unterhauses des Parlaments von South Australia gewählt, und vertrat diesen Wahlkreis bis zu dessen Auflösung am 14. März 2014. Zu Beginn seiner Parlamentszugehörigkeit war er zwischen dem 12. Mai 2010 und dem 14. Februar 2012 Mitglied des Ständigen Ausschusses für Ländereien der Aborigines. Am 8. Dezember 2011 wurde er zudem in das Schattenkabinett (Shadow Cabinet) seiner Partei berufen und fungierte in diesem bis zum 8. Februar 2013 zeitgleich als „Schattenminister für Kleinunternehmen“, „Schattenminister für Wissenschaft und Informationswirtschaft“, als „Schattenminister für Industrie und Handel“ sowie als „Schattenminister für die Verteidigungsindustrie“ und war des Weiteren in Personalunion zwischen dem 8. Dezember 2011 und dem 6. November 2012 auch noch „Schattenminister für Nachhaltigkeit und Klimawandel“ sowie „Schattenminister für Umwelt und Naturschutz“. Daneben gehörte er vom 14. Februar bis zum 27. November 2012 dem Wirtschafts- und Finanzausschuss der Legislativversammlung an. Als Nachfolger von Mitch Williams wurde er am 23. Oktober 2012 stellvertretender Vorsitzender der Liberal Party und war als solcher bis zu seiner Ablösung durch Vickie Chapman am 4. Februar 2013 als Deputy Leader of the Opposition auch stellvertretender Oppositionsführer im House of Assembly. Im Schattenkabinett der Labor Party fungierte er darüber hinaus vom 6. November 2012 bis zum 8. Februar 2013 als „Schattenminister für Gesundheit“, „Schattenminister für psychische Gesundheit“, „Schattenminister für Drogenmissbrauch“ sowie als „Schattenminister für wirtschaftliche Entwicklung“.

### Parteivorsitzender, Oppositionsführer und Premierminister

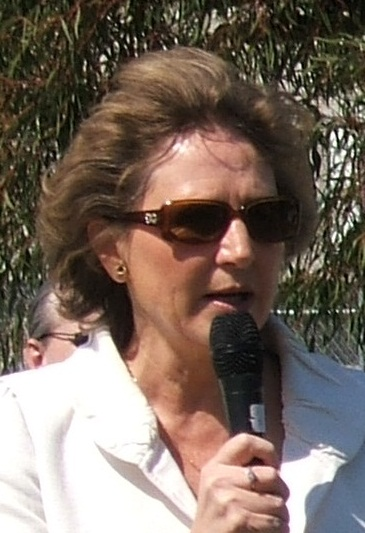
Isobel Redmond, deren Nachfolger Marshall 2013 als Vorsitzender der Liberalen Partei in South Australia wurde.

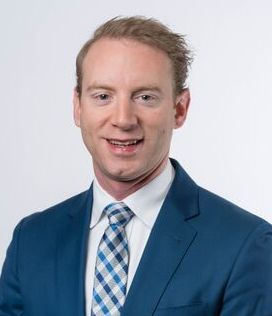
David Speirs ist seit 2022 Nachfolger von Marshall 2013 als Vorsitzender der Liberalen Partei in South Australia.

Am 4. Februar 2013 übernahm Steven Marshall von Isobel Redmond die Funktion als Leader of the South Australian Liberal Party und damit als Vorsitzender der Liberalen Partei in diesem Bundesstaat. Damit fungierte er zugleich zwischen dem 4. Februar 2013 und dem 18. März 2022 als Oppositionsführer (Leader of the Opposition) in der Legislativversammlung. Daneben bekleidete er im Schattenkabinett der Liberalen Partei vom 8. Februar 2013 bis zum 2. April 2014 die Funktionen als „Schattenminister für Veteranenangelegenheiten“, „Schattenminister für Kunst“, „Schattenminister für staatliche Entwicklung“ sowie als „Schattenminister für Angelegenheiten der Aborigines und Versöhnung“. Bei der Wahl am 15. März 2014 wurde er im neu geschaffenen Wahlbezirk Dunstan wieder zum Mitglied des South Australian House of Assembly gewählt und gehörte diesem bis zu seinem Mandatsverzicht am 6. Februar 2024 angehörte, woraufhin Cressida O’Hanlon von der Labor Party diesen Wahlkreis bei der Nachwahl (By-election) am 23. März 2024 mit 7.645 Stimmen (52,2 Prozent) gewann.
Bei den Parlamentswahlen am 17. März 2018 erlitt die bislang regierende Labor Party von Premier Jay Weatherill eine Niederlage und musste nach 16-jähriger Regierungszeit in die Opposition. Die bislang oppositionelle Liberal Party unter Steven Marshall gewann 38 Prozent der Stimmen und 25 von 47 Sitzen im House of Assembly, während die Australian Labour Party 32,8 Prozent 19 Sitze erhielt. South Australia-Best unter Nick Xenophon mit 14,1 Prozent und die Grünen (Greens South Australia) unter Mark Parnell mit 6,7 Prozent verpassten trotz des Stimmenanteils aufgrund des Wahlsystems den Einzug in die Legislativversammlung. Die Wahlbeteiligung lag bei 91 Prozent. Bei den gleichzeitigen Wahlen von elf der 22 Sitze im South Australian Legislative Council, des Oberhauses des Parlaments, erhielt die Liberale Partei 32,2 Prozent der Stimmen und 4 Sitze von insgesamt neun Mandaten, die Labour 29 Prozent (vier insgesamt von neun Mandaten), SA-Best 19,4 Prozent (zwei von insgesamt zwei Mandaten) und die Grünen 5,9 Prozent (ein von insgesamt zwei Mandaten). Die Wahlbeteiligung lag auch hier bei 91,1 Prozent.
Am 19. März 2018 wurde Steven Marshall als neuer Premierminister von South Australia vereidigt. Er war zugleich zwischen dem 19. März 2018 und dem 21. März 2022 Mitglied des Exekutivrates (Executive Council). Zu Beginn übernahm er vom 19. März 2019 des Weiteren kurzfristig formell die Ämter als Minister für Angelegenheiten der Aborigines und Versöhnung, für das Altern, für Landwirtschaft, Ernährung und Fischerei, für Automobilwirtschaft, für Kinderschutzreform, für Klimawandel, für Verbraucher- und Unternehmensdienstleistungen, für Justizvollzugsdienste, Minister für Verteidigung und Raumfahrtindustrie, Minister für Behinderungen, Minister für Bildung und Kinderentwicklung, Minister für Notfalldienste, für Beschäftigung, für Finanzen, für Wälder, für Gesundheit, für Gesundheitsindustrie, für Hochschulbildung und Qualifikationen, für Wohnungsbau und Stadtentwicklung, für Arbeitsbeziehungen, für Investitionen und Handel, für Justizreform, für Kommunalverwaltung, für Produktion und Innovation, für psychische Gesundheit und Drogenmissbrauch, für Bodenschätze und Energie, für multikulturelle Angelegenheiten, für Planung, für Polizei, für Rennsport, für Freizeit und Sport, für regionale Entwicklung, für Verkehrssicherheit, für Wissenschaft und Informationswirtschaft, für Kleinunternehmen, für sozialen Wohnungsbau, für staatliche Entwicklung, für Nachhaltigkeit, Umwelt und Naturschutz, für Kunst, für die Stadt Adelaide, für den öffentlichen Sektor, für den Status der Frau, für Tourismus, für Verkehr und Infrastruktur, für Veteranenangelegenheiten, für Freiwilligenarbeit, für Wasser und den Fluss Murray und als Minister für Jugend, woraufhin diese Ministerämter bei Abschluss der Regierungsbildung am 21. März 2018 von anderen Personen übernommen wurden. Im weiteren Verlauf seiner Regierungszeit fungierte er zudem zwischen dem 26. und 29. Juli 2020 als Minister für Handel und Investitionen (Minister for Trade and Investment).
Bei den Parlamentswahlen am 19. März 2022 gewann die Labor Party 28 der 47 Sitze in der Legislativversammlung, während die Liberal Party 14 Mandate und parteilose Unabhängige fünf Sitze gewannen. Damit verfügte die Labor Party nach nur vier Jahren Opposition über eine deutliche absolute Mehrheit, woraufhin Peter Malinauskas am 21. März 2022 als Nachfolger von Steven Marshall als Premier vereidigt wurde. Nach der Wahl fungierte Marshall zunächst zwischen dem 21. März und dem 21. April 2022 wieder als Oppositionsführer, trat dann aber wegen der Wahlniederlage als Parteivorsitzender sowie Oppositionsführer zurück und wurde in beiden Funktionen von David Speirs abgelöst. Nach seinem Mandatsverzicht am 6. Februar 2024 schied er schließlich auch aus dem South Australian House of Assembly aus.
Aus seiner geschiedenen Ehe mit Sue Marshall gingen zwei Kinder hervor.